# Kasztel w Szymbarku
Kasztel w Szymbarku – zabytkowy dwór obronny w miejscowości Szymbark w powiecie gorlickim. 
Siedziba oddziału Muzeum Dwory Karwacjanów i Gładyszów. Czołowy przykład kasztelu w Polsce.

## Historia
Szymbark położony jest nad rzeką Ropą, pomiędzy północnymi krańcami pasm Magury Małastowskiej i Maślanej Góry. Osada istniała tu już w XII wieku i była własnością królewską. Lokowano ją powtórnie na tzw. prawie niemieckim w XIV wieku. W 1359 roku Kazimierz Wielki nadał rycerzowi Janowi Gładyszowi herbu Gryf i jego rodzinie wielkie dobra ziemskie w tej okolicy oraz prawo zakładania nowych osad. Gładyszowie uczynili z Schönbergu (Pięknej Góry) czyli Szymbarku, gniazdo rodowe, które stało się ośrodkiem nieformalnego państwa Gładyszów, określanego mianem Dominium Ropae. W XVI wieku wybudowali w Szymbarku dwór obronny. Wznoszono go w dwóch etapach. Budowę rozpoczęto w pierwszej połowie XVI wieku, zakończono w latach 1585–1590. Nazwiska architekta i budowniczych nie są znane.
O dworze w Szymbarku opowiadano wiele podań i legend. Jedna z nich mówi o skarbach schowanych w jaskini znajdującej się pod dworem i pilnowanych przez przeraźliwe diabły, oraz o czterech córkach rycerza Gładysza herbu Gryf, które miały mieszkać w wieżach, każda w innej, z powodu ich odmiennego charakteru.
Kasztel zamieszkiwany był do końca XVIII wieku. Po Gładyszach przechodził kolejno we władanie Strońskich, Siedleckich, Bronikowskich, Rogoyskich, Sękiewiczów i Kuźniarskich. W XIX wieku mieściły się w nim gorzelnia i magazyn zbożowy. Pod koniec XIX stulecia i jeszcze w okresie międzywojennym na parterze funkcjonowały kuchnia dla czeladzi dworskiej oraz kurnik. Dwór pełnił też funkcję lamusa, w którym przechowywano niepotrzebne sprzęty. W latach międzywojennych dwór był własnością Zbigniewa Sękiewicza, który mieszkał w stojącym tuż obok modrzewiowym dworku. Sękiewicz usiłował wyremontować zabytkową budowlę (a przynajmniej zabezpieczyć nowym dachem), jednak z braku funduszów nie zdołał tego uczynić przed śmiercią (w 1934 r.). Po II wojnie dwór przejęło państwo. Od początku lat 50. XX wieku Ministerstwo Kultury i Sztuki powierzało prace kolejnym Pracowniom Konserwacji Zabytków. Postępująca odbudowa trwała pół wieku. Podczas pierwszego etapu remontu usunięto wtórne elementy i przywrócono renesansowy charakter dworu. Prace zewnętrzne zakończono pod koniec XX w., jednak dwór dalej stał pusty wobec braku koncepcji i pieniędzy na aranżację wnętrz.
Dopiero w 2010 roku zakończony został ostatni etap remontu obiektu, obejmujący również jego wnętrza. Od stycznia 2011 roku budowla wraz z przylegającą do niej oficyną dworską z końca XVIII wieku, funkcjonuje jako Ośrodek Konferencyjno–Wystawienniczy „Kasztel w Szymbarku”, oddział Muzeum Dwory Karwacjanów i Gładyszów w Gorlicach.

## Charakterystyka

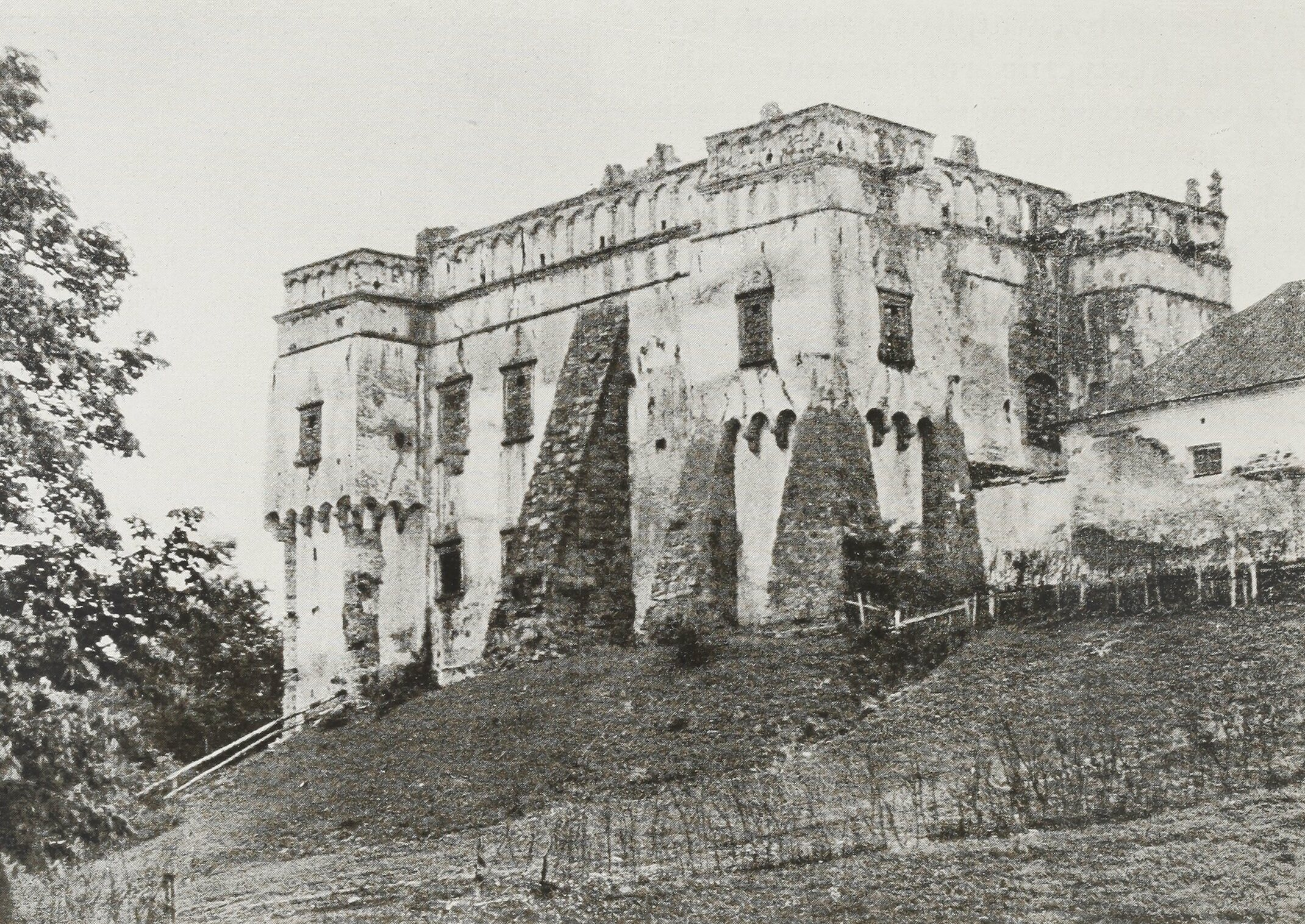
Kasztel w 1930

Dawna siedziba rodu Gładyszów jest zabytkiem architektury renesansu w Polsce, określanym przez znawców jako czołowy przykład kasztelu polskiego. Zbudowany jest z miejscowego kamienia łamanego z dodatkiem cegły. W drugiej fazie budowy bryłę dworu zwieńczono attyką arkadową, na elementach której umieszczono sgraffito z motywami geometrycznymi, przeplatanymi fantastycznymi maskami. Okna obiektu posiadają bogato profilowaną renesansową kamieniarkę. Kasztel zbudowany jest na planie prostokąta o bokach długości 20 i 13 metrów. Posiada cztery narożne baszty alkierzowe, których piętra wystają poza lico murów i wsparte są na kamiennych kroksztynach. W budynku znajdują się trzy kondygnacje – piwnice, parter, piętro.
Kasztel do końca XVII wieku pełnił funkcje reprezentacyjną oraz mieszkalną. Pomieszczenia stanowią: dwie piwnice o kolebkowych sklepieniach, na parterze sień i dwie izby, na piętrze wielka sala reprezentacyjna, obok niej mniejsza oraz cztery małe pomieszczenia w alkierzach. W alkierzach przetrwało najwięcej oryginalnych elementów wystroju wnętrz, w tym kamieniarka portali, fragmenty kominków i część polichromii ściennej w dwóch pomieszczeniach.
Dwór obronny usytuowano na skarpie nad rzeką Ropą i wyposażono w system strzelnic umieszczonych na wysokości strychu. Nie wydaje się jednak, aby rezydencja Gładyszów pełnić miała jakąś istotną rolę w systemie obronnych zamków na południowych kresach Rzeczypospolitej. W XVII wieku pękające ściany dworu wzmocniono zewnętrznymi przyporami z kamienia i cegły, natomiast w wieku XVIII dodano wewnętrzne ściany działowe.
Do zespołu zabytków istniejących na terenie dawnego „Majątku Zamek”, należy także przeniesiony z Gorlic drewniany dworek z 1920 r. Zastąpił całkowicie zrujnowany, przez konserwatorów dawnych PKZ-ów, modrzewiowy dwór Sękiewiczów.

## Galeria

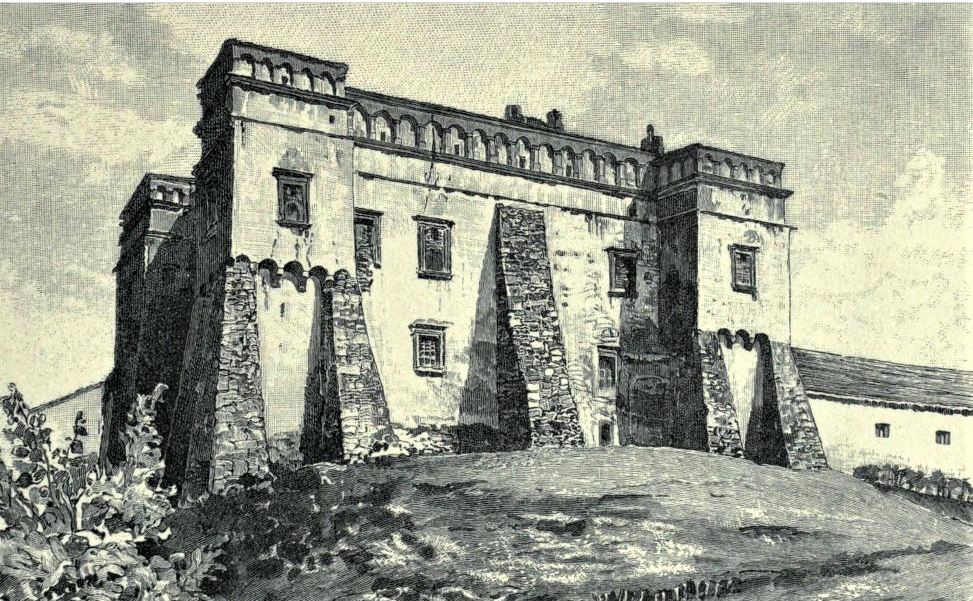
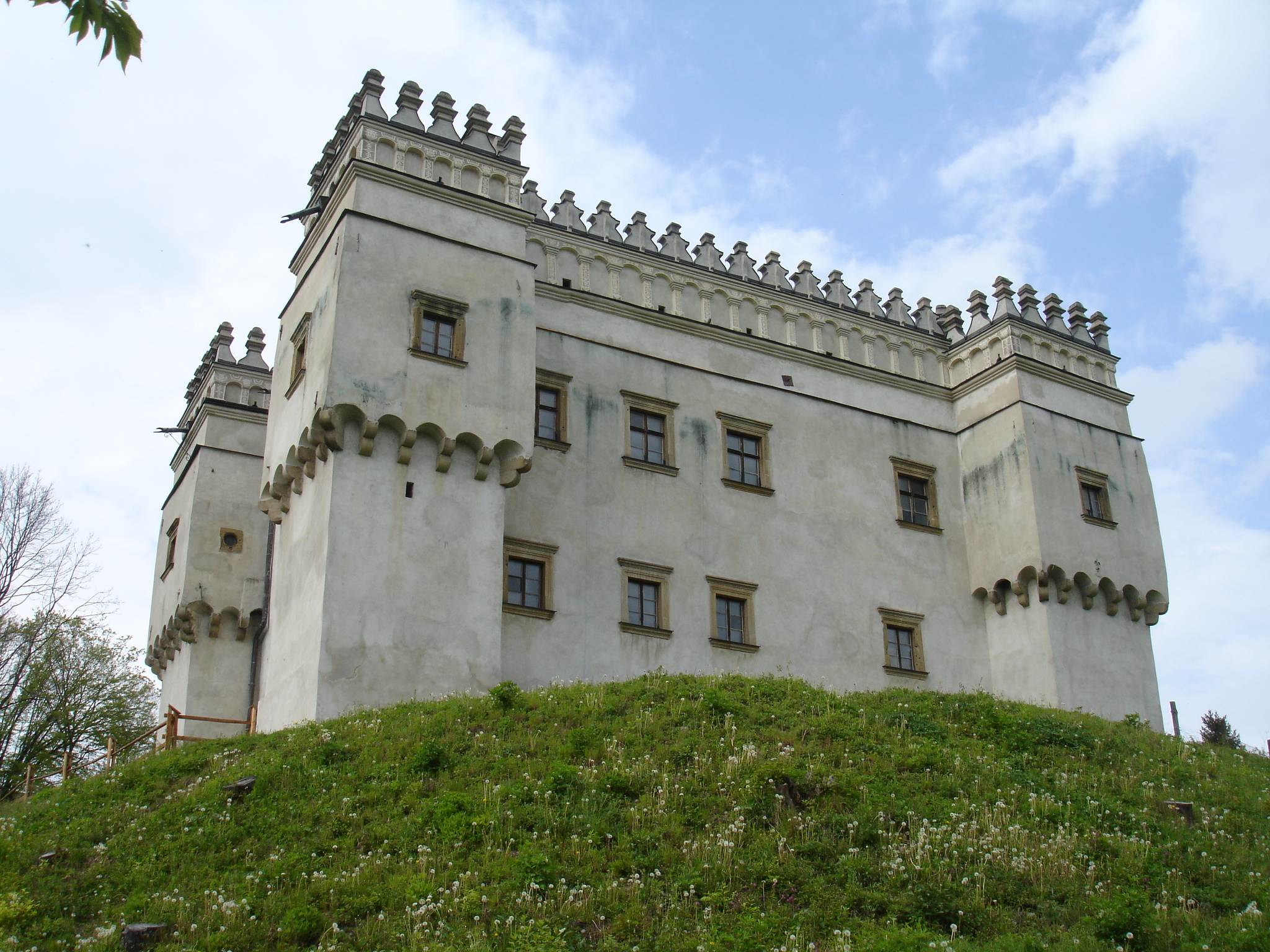
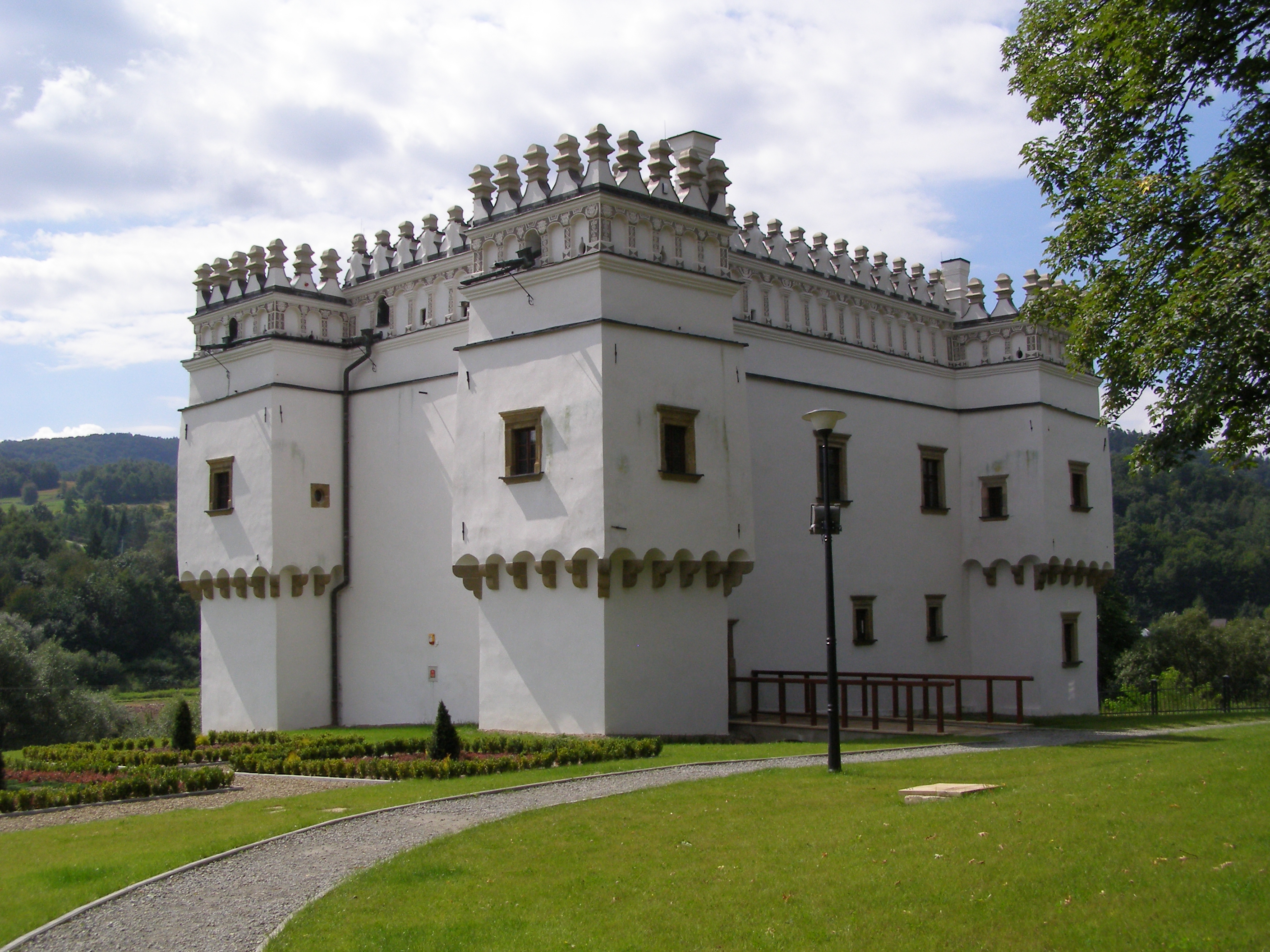
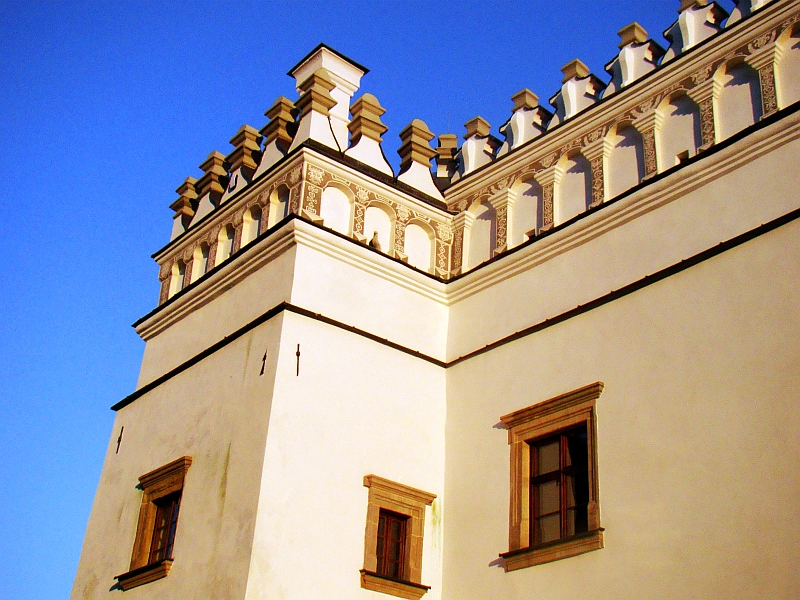
Attyka
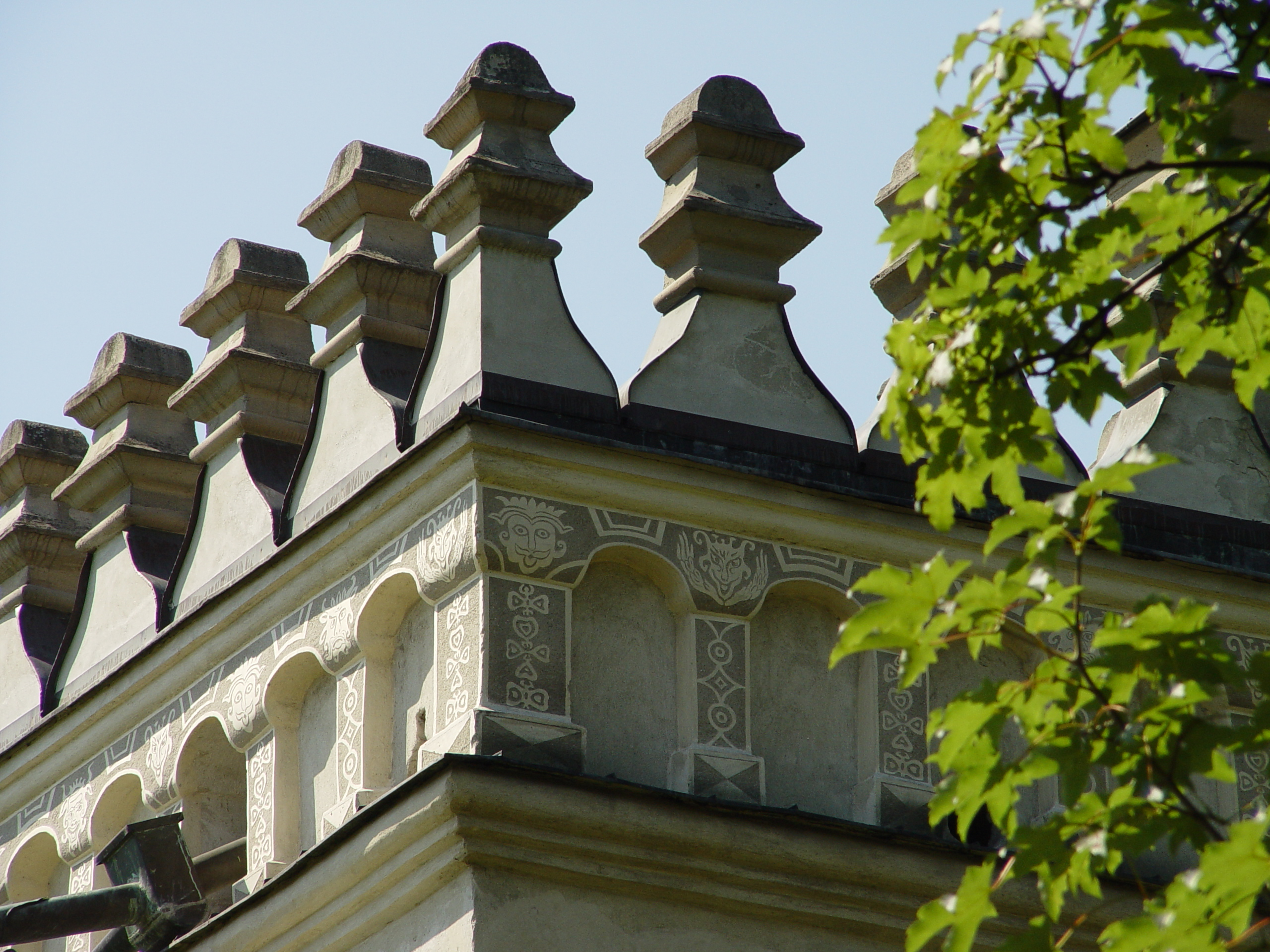
Attyka w 2007
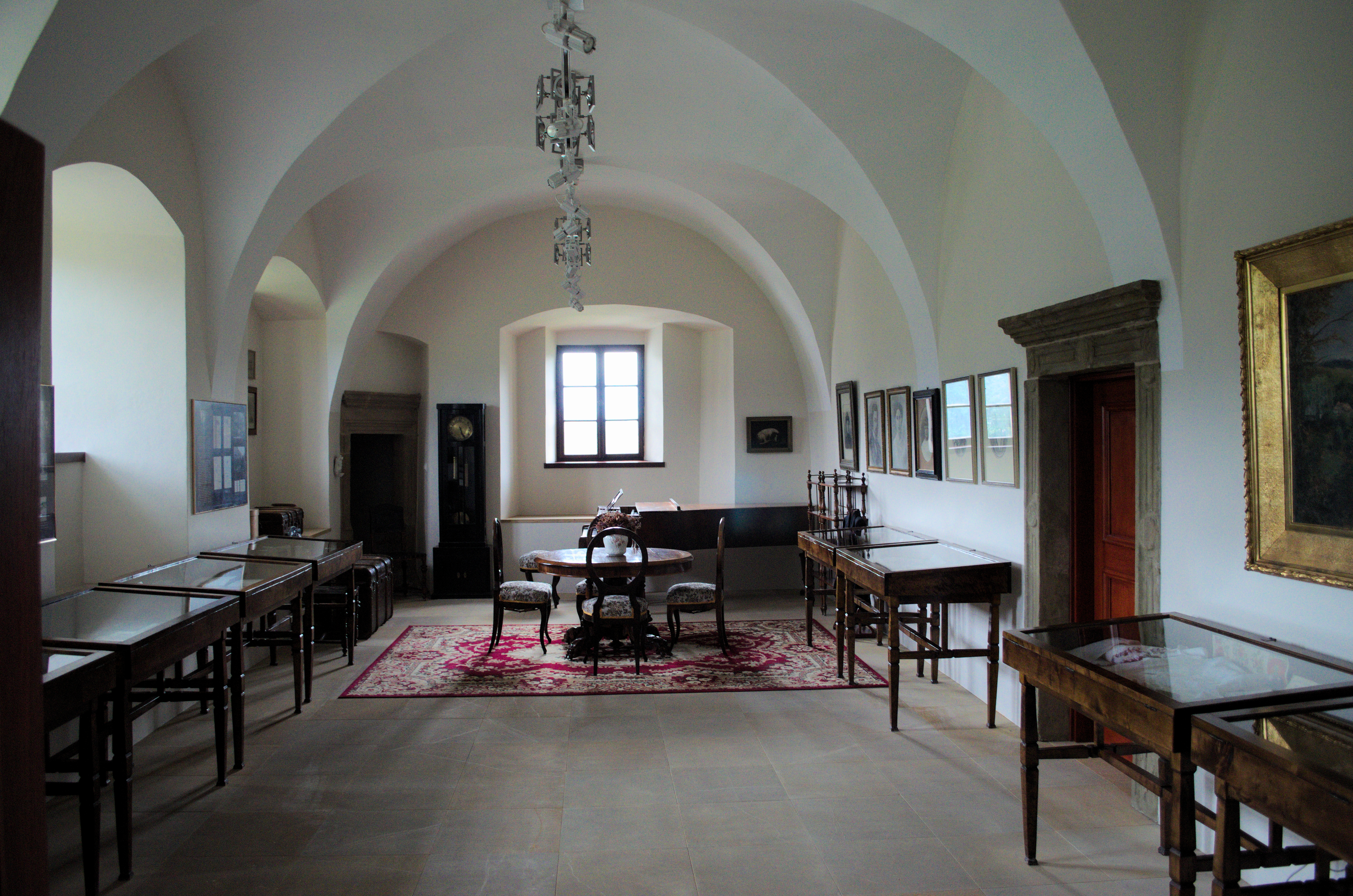
Wnętrze
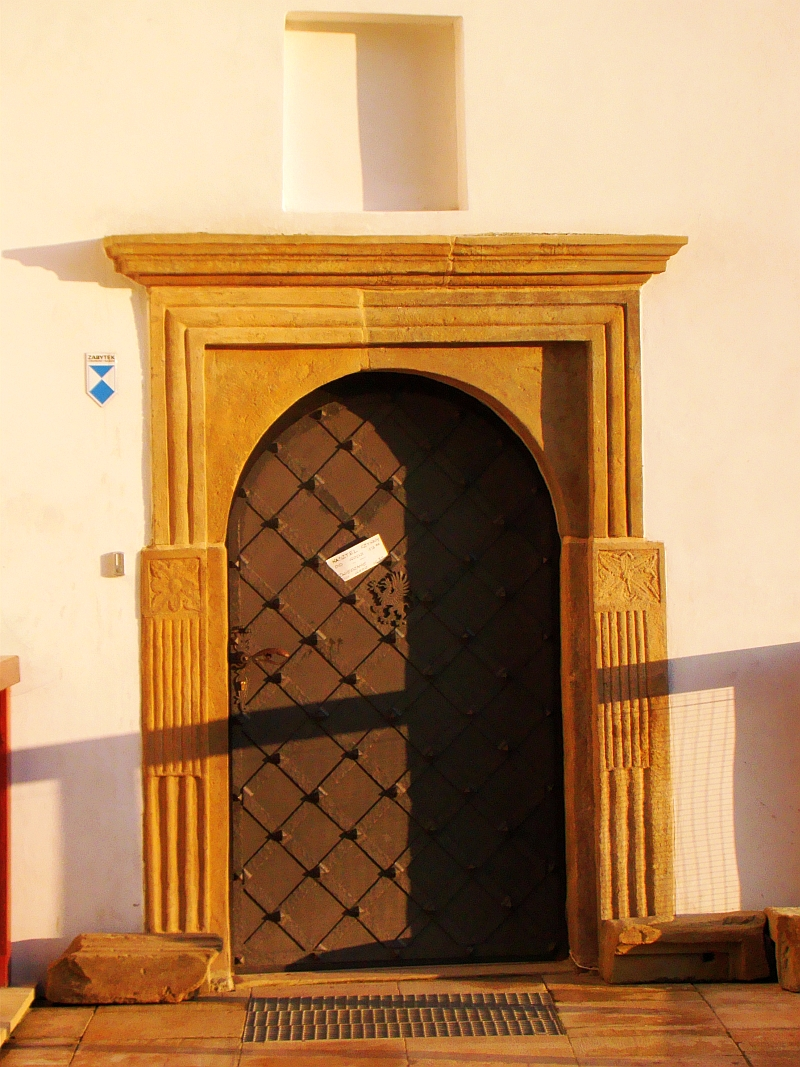
Portal renesansowy
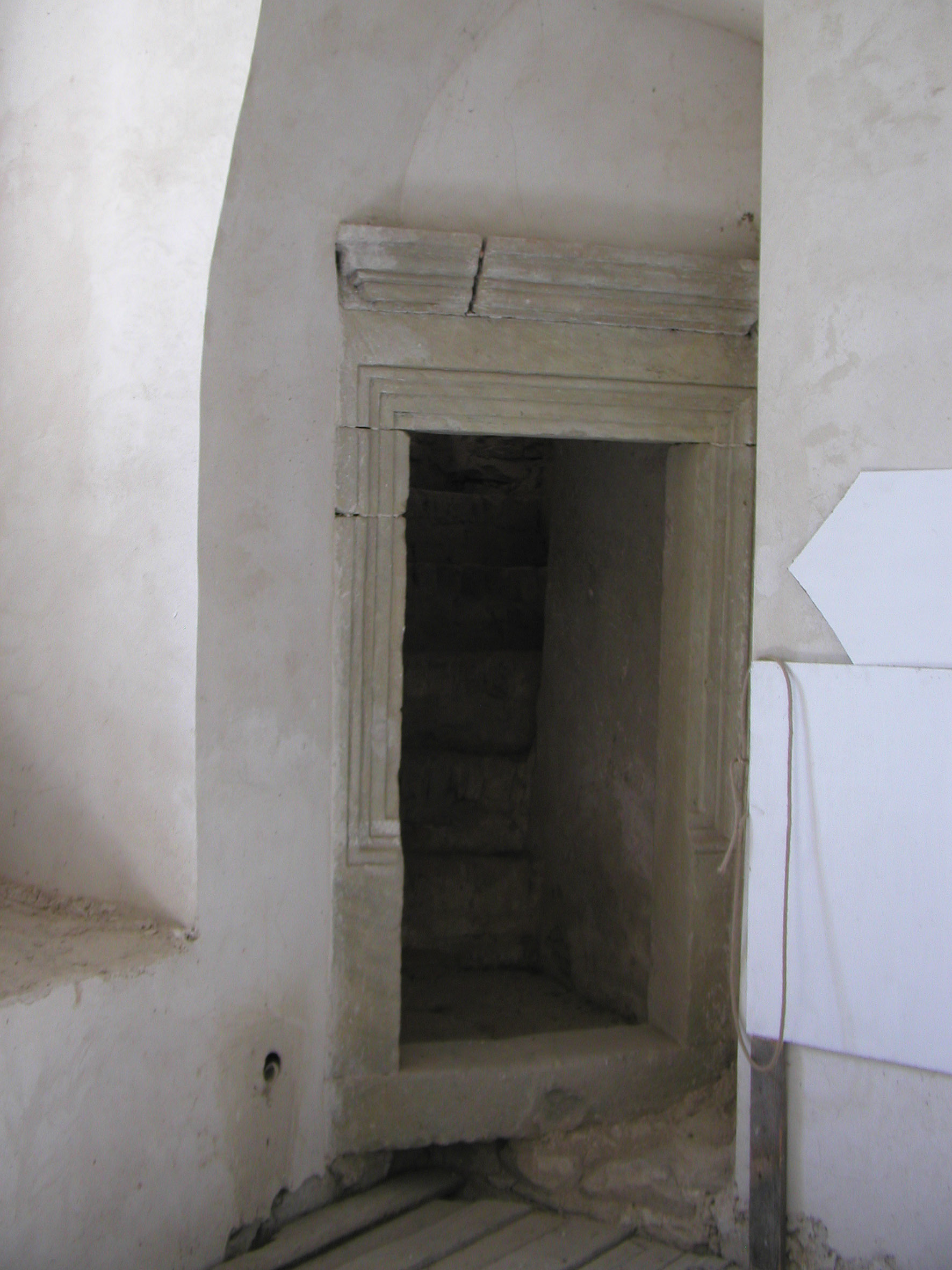
Portal renesansowy